# Transformare infinitezimală
În matematică o transformare infinitezimală este o formă limită de transformare mică. De exemplu, se poate vorbi despre o rotație infinitezimală⁠(d) a unui corp rigid, în spațiul tridimensional. Aceasta este reprezentată în mod convențional printr-o matrice antisimetrică⁠(d) 3×3, A. Aceasta nu este matricea unei rotații reale în spațiu, dar pentru valori reale mici ale unui parametru ε transformarea
{\displaystyle T=I+\varepsilon A}
este o rotație mică, până la cantități de ordinul ε2.

## Istoric
O teorie cuprinzătoare a transformărilor infinitezimale a fost dată pentru prima dată de Sophus Lie. Aceasta a fost în centrul lucrării sale, asupra a ceea ce acum se numesc grupurile Lie și algebrele Lie⁠(d) care le însoțesc, identificarea rolului lor în geometrie și mai ales teoria ecuațiilor diferențiale. Proprietățile unei algebre Lie abstracte sunt chiar acelea care definesc transformările infinitezimale, așa cum axiomele teoriei grupurilor întruchipează simetria. Termenul de „algebră Lie” a fost introdus în 1934 de Hermann Weyl, pentru ceea ce până atunci era cunoscut sub numele de algebra transformărilor infinitezimale a unui grup Lie.

## Exemple
De exemplu, în cazul rotațiilor infinitezimale structura algebrei Lie este cea oferită de produsul vectorial, odată ce o matrice antisimetrică a fost identificată cu un vector euclidian. Aceasta înseamnă alegerea unui vector ca axă de rotație; identitatea lui Jacobi⁠(d), definitorie, este o proprietate binecunoscută a produselor vectoriale.
Cel mai vechi exemplu de transformare infinitezimală care ar fi putut fi recunoscut ca atare a fost în teorema lui Euler asupra funcțiilor omogene. Acolo se afirma ca o functie F de n variabile x1, ..., xn care este omogenă de gradul r, satisface
{\displaystyle \Theta F=rF}
cu
{\displaystyle \Theta =\sum _{i}x_{i}{\partial  \over \partial x_{i}},}
operatorul {\displaystyle \Theta }. Adică din proprietatea
{\displaystyle F(\lambda x_{1},\dots ,\lambda x_{n})=\lambda ^{r}F(x_{1},\dots ,x_{n})}
este posibil să se deriveze în raport cu λ și apoi să se stabilească λ = 1. Aceasta devine apoi o condiție necesară pe o funcție netedă⁠(d) F pentru a avea proprietatea de omogenitate; este, de asemenea, suficientă (prin utilizarea distribuțiilor Schwartz se pot reduce aici considerațiile de analiză matematică). Această setare este tipică, deoarece există un grup cu un singur parametru de scalări care funcționează; iar informația este codificată într-o transformare infinitezimală care este un operator diferențial⁠(d) de ordinul întâi.

## Versiunea cu operator a teoremei lui Taylor
Ecuația operatorului
{\displaystyle e^{tD}f(x)=f(x+t)}
unde
{\displaystyle D={d \over dx}}
este o versiune cu operator a teoremei lui Taylor⁠(d) — prin urmare este valabilă numai cu avertismentul că f este o funcție analitică. Concentrându-se pe partea de operator, arată că D este o transformare infinitezimală, generând translații ale dreptei reale printr-o funcție exponențială. În teoria lui Lie acest lucru este generalizat. Orice grup Lie conex poate fi construit prin intermediul generatorilor infinitezimali (o bază pentru algebra Lie a grupului); cu informații explicite, dacă nu întotdeauna utile, date de formula Baker–Campbell–Hausdorff⁠(d).